# Braves de Bradley
Les Braves de Bradley sont un groupe interuniversitaire d'équipes sportives de l'Université Bradley, situé à Peoria, Illinois, États-Unis. Leur programme sportif fait partie de la Conférence de la Vallée du Missouri (MVC)  et participe à la ligue athlétique NCAA Division I. La mascotte de Bradley est Kaboom! la Gargouille, et les couleurs de l'école sont le rouge et le blanc.

## Les équipes
L'Institut Polytechnique de Bradley a ouvert ses portes à l'automne 1897. Une équipe de football américain a été créée dès le premier hiver et une équipe de baseball au printemps 1898. L'équipe masculine de basket-ball a fait ses débuts en 1902-03 sans entraîneur et sans salle attitrée, mais allait de venir l'équipe rencontrant le plus de succès. Au fil des années, les Braves ont joué dans 34 tournois post-saison, gagnant le National Invitation Tournament (NIT) quatre fois. Ils ont également été finalistes dans la NCAA et la NIT par deux fois et une fois dans le RCC et le CollegeInsider.com Postseason Tournament (CIT).
Membre de la Conférence de la Vallée du Missouri, l'Université de Bradley sponsorise sept équipes masculines et huit féminines de la NCAA. 
| Sports masculins interuniversitaires  | Nom de l'équipe | Entraîneur principal | Sports Féminininteruniversitaires     | Nom de l'équipe | Entraîneur principal |
| ------------------------------------- | --------------- | -------------------- | ------------------------------------- | --------------- | -------------------- |
| Baseball                              | —               | Elvis Dominguez      | Basket-ball                           | Braves          | Andrea Gorski        |
| De basket-ball                        | Braves          | Brian Wardle         | Cross-Country                         | —               | Darren Gauson        |
| Cross-Country                         | —               | Darren Gauson        | Golf                                  | —               | Marie Swanson        |
| Golf                                  | —               | Jeff Roche           | Softball                              | —               | Amy Hayes            |
| Football américain                    | Braves          | Jim DeRose           | Tennis                                | —               | Matt, Tyler          |
| Athlétisme (Intérieure et extérieure) | —               | Darren Gauson        | Athlétisme (Intérieure et extérieure) | —               | Darren Gauson        |
| Volley-ball                           | —               | Jenny Maurer         |                                       |                 |                      |

## Basket-ball
Bradley est surtout connu pour son équipe universitaire de basket-ball. Bradley a participé à huit tournois de la NCAA, y compris les deux matchs de championnat national, trois d'Elite 8's, et quatre de Sweet 16's. Bradley a un record 11-8 dans le Tournoi de NCAA.
Bradley a disputé 21 fois la NIT et l'a remporté quatre fois. Leur record post-saison est de 25-18. Une seule école (St Johns - 27 fois) a disputé plus de tournois NIT, et l'ont également remporté plus souvent (6 fois).
Années de participation au NIT et classement : 1938, 1939 (troisième), 1947, 1949 (quatrième), 1950 (deuxième), 1957 (gagné), 1958, 1959 (finaliste), 1960 (gagné), 1962, 1964 (gagné), 1965, 1968, 1982 (gagné), 1985, 1994, 1995, 1997, 1999, 2001 et 2007.
Les Braves ont, par ailleurs, été le sujet d'un article de Sports Illustrated paru en 1955 s'intéressant à leurs cheerleaders. La double page avec des photographies prises lors d'un tournoi à la Nouvelle-Orléans porte sur l'enthousiasme et l'esprit des étudiantes de l'école. Les adversaires du jour, les Holy Cross, ont battu les Braves lors de ce match, 89-81.

## Football américain
L'équipe de football américain des Braves de Bradley, a été créée en 1897 en même temps que l'école. Trois matchs ont alors été disputés par la nouvelle équipe. Les Braves ont continué à jouer chaque année jusqu'à la saison 1970 (à l'exception de l'interruption de la seconde guerre mondiale). Au départ à la retraite de l'Entraîneur Billy Pierre, l'équipe de football américain des Braves de Braves a été abandonnée.

## Installations
Source= 
- Athlétisme (intérieur) – Pas d'installation propres
- Athlétisme (extérieur) – Pas d'installation propres
- Baseball – Dozer Parc
- Basket-ball (hommes) – Carver Arena @ Peoria Civic Center
- Basket-ball (femmes) – Renaissance Coliseum
- Cross-country – Parcours de golf Newman et Detweiller Park
- Football américain – Shea Stadium
- Golf – Parcours de golf WeaverRidge
- Soccer – Shea Stadium
- Softball – Laura Bradley Park
- Tennis – Club de River City et courts de tennis David Markin
- Volley – Ball - Renaissance Coliseum

## Joueurs professionnel venus des Braves

### Basket-ball
- Hersey Hawkins
- Danny Granger, a joué au basket-ball à Bradley, puis transféré au Nouveau-Mexique avant de jouer en NBA
- Patrick O'Bryant
- Anthony Parker
- Lawrence Wright
- Marcus Pollard, a joué au basket-ball à Bradley puis joueur de football américain en carrière pro
- Chet Anderson
- Bob Carney
- Roger Phegley
- Chet Walker

### Baseball
- Mike Dunne
- Brian Shouse
- Brandon Magee
- Kirby Puckett
- Mike Tauchman

### Football américain
- Pat Brady
- Ne Carothers
- Harry Jacobs
- Dick Jamieson
- Joe Prokop
- Ray Ramsey
- Billy Pierre

### Football européen (soccer)
- Gavin Glinton
- Bryan Namoff
- Tim Regan
- Stephen Brust
- Luc Kreamalmeyer
- Salim Bullen
- Bryan Gaule

## Supporters
Le Bradley Red Sea est la section officielle de supporters de l'équipe d'athlétisme de Bradley. Le Red Sea est en partie responsable de la Shea Brigade qui a été créée au printemps 2015 pour supporter l'équipe de football américain des Braves.